# Maximilian Pagl

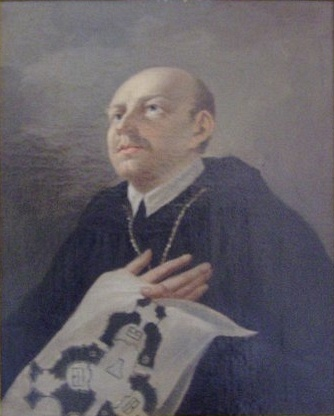
Abt Maximilian Pagl mit dem Bauplan zur Paurakirche. Ölgemälde von Martin Altomonte (Stift Lambach)

Maximilian Pagl (* 21. Mai 1668 in Stadl-Paura; † 23. Februar 1725 in Lambach) war von 1705 bis 1725 Abt des Stiftes Lambach in Lambach, Oberösterreich.

## Leben
Maximilian Pagl wurde in Stadl-Paura als Sohn des Stadlinger Zillenhüters Balthasar Pagl und seiner Frau Maria als Johannes Pagl geboren und vom Lambacher Benediktiner P. Engelbert Hamerl getauft. Das Geburtshaus beherbergt heute das Schiffleutmuseum. Am 7. November 1687 wurde er im Benediktinerstift Lambach eingekleidet und erhielt den Ordensnamen Maximilian. Ein Jahr später, am 7. November 1688, legte er vor Abt Severin Blaß (1651–1705) die Profeß ab. Pagl studierte Theologie und Rechtswissenschaften an der Universität Salzburg, wurde am 2. Februar 1695 zum Priester geweiht und primizierte am 21. März 1695 in seinem Heimatkloster. Ein Jahr später ernannte ihn Abt Severin zum Novizenmeister, Confessarius, Prediger und am 16. Mai 1703 zum Prior. Nach dessen Tod, am 2. Januar 1705, wählte ihn das Stiftskapitel von Lambach zum Administrator und am 10. Februar 1705 zum 44. Abt. Die Benediktion erteilte der Passauer Fürstbischof Johann Philipp von Lamberg (1651/52–1712) im Passauer Dom am 13. April 1705.
Als barocker Prälat verstand er sich als Kunstmäzen und Bauherr. Er ließ ein Haus (Maxlheiderhaus) samt Stallungen in der Nähe von Wels erbauen. Der Name des Hauses setzt sich aus seinem Ordensnamen Maximilian und dem Standort Welser Heide zusammen. Das Gebiet wird heute noch als Maxlhaid bezeichnet, teilweise ist auch die Schreibweise Maxlheid üblich. Abt Maximilian Pagl trug auch wesentlich zur Fruchtbarmachung der Welser Heide bei, indem er in diesem Gebiet Föhren anpflanzen ließ.
Neben der vielfältigen Bautätigkeit war er kaiserlicher Rat, obderennsischer Land- und Raitra, Deputierter des Prälatenstandes, Assesor processuum iudicalium, fürstbischöflicher und kaiserlicher Kommissär dür die Prälatenwahlen in Oberösterreich und von 1709 bis 1711 Assistent der Salzburger Universität. Vom Wesen her war er fromm, liebenswürdig und sehr gastfreundlich. Seine Vorliebe galt den Gärten und der dem klösterlichen Fischereibetrieb.
Der hochverdiente Abt starb am 23. Februar 1725 im Stift Lambach und wurde neben Abt Placidus Hieber im Presbyterium der Stiftskirche bestattet. Sein Nachfolger, Abt Gotthard Haslinger (1679–1735), ließ eine Grabplatte aus Untersberger Marmor mit folgender Inschrift anfertigen: „Hic iacet, marmore tectus, a quo erectum praesens altare marmoreum Maximilianus Abbas, maximis clarus meritis. Deo ter optimo maximo magnificum sacellum aedificavit. Hinc ter felix regimen consecutus, monasterium hortis et aedificiis, bibliothecam libris, sacrarium auro et gemmis ornavit. Caesari et patriae fidelis, in domesticos et exteros liberalis, omnibus omnia factus. Postquam septern orphanis domicilium et victum fundavit in honorem septem spirituum Deo adstantium hora septima completorii vitam complevit XXIII. Februarii anno MDCCXXV illuc spiritum transmissurus ubi omnis spiritus laudat Dominum anno aetatis LVII, sacerdotii XXX, regiminis XX cui hoc epitaphium posuit Gotthardus successor.“
Das Abtwappen ist in vier Felder aufgeteilt. Im ersten und vierten Feld befinden sich auf goldenem Hintergrund drei verschränkte, grüne Palmzweige und im zweiten und dritten Feld ein Kranich, der auf einem Bein und auf grünem Boden steht und eine goldene Kugel hochhält, vor blauem Hintergrund.

## Initiierte Bauwerke
Auf den kunstsinnigen Abt des Stiftes Lambach gehen viele Erweiterungen im Stift Lambach zurück.
- Vollendung des Nordtraktes (1708) mit Sommerrefektorium und darüberliegendem Ambulatorium, Baumeister: Carlo Antonio Carlone, Stuckateur: Diego Francesco Carlone
- Errichtung des Hochaltars in der Stiftskirche (1716/17)
- Vergrößerung der Stiftsbibliothek
- Neugestaltung der Stiftsgärten und Errichtung eines Zwergengartens mit barocken Zwergenplastiken (1715) im Konventgarten
- Errichtung der Stiftsapotheke (1724), die 1794 auf den Marktplatz verlegt wurde.

Der Abt ließ auch in der Umgebung des Stiftes eine Reihe barocker Bauten errichten.
- Die gotischen Friedhofskirche (ehemalige Pfarrkirche) wurde barockisiert.
- Maxlheiderhaus in der Nähe von Wels
- 30. Juni 1717: Grundsteinlegung zur Dreifaltigkeitssäule in Linz
- 1717–1719: Bau der Maria-Hilf-Kapelle auf dem Puchberg (Grundriss: Siebeneck)
- 1717–1722: Bau der Kalvarienbergkirche auf dem Pfisterberg (Grundriss: Kreuzform)
- 1714–1724: Bau der Dreifaltigkeitskirche (Paurakirche) in Stadl-Paura (Grundriss: Dreieck), Baumeister: Johann Michael Prunner. Die Dreifaltigkeitskirche in Stadl-Paura wurde zum Dank dafür errichtet, dass die Gegend von der Pest verschont blieb.

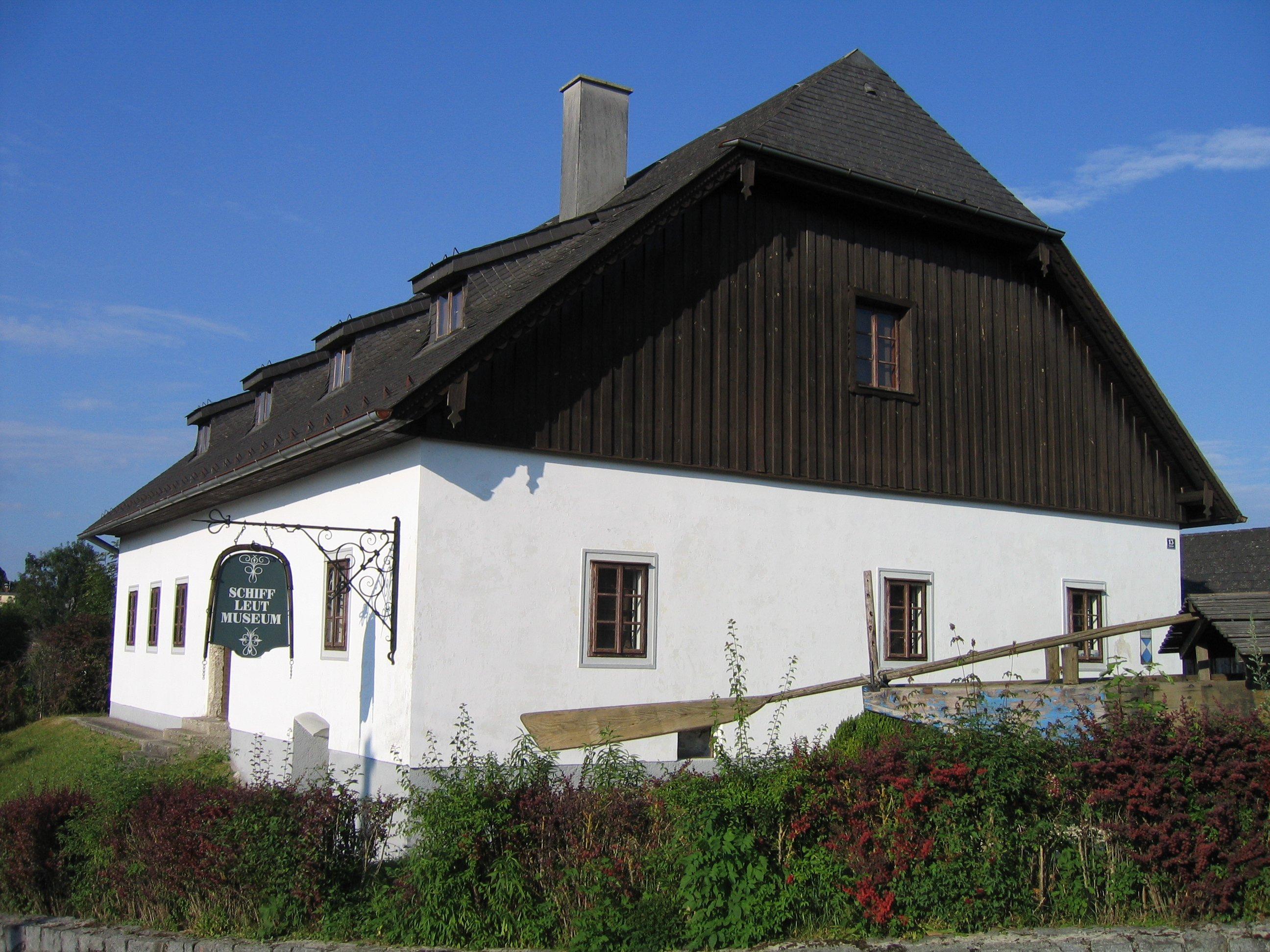
Heutiges Schiffleutmusem und Geburtshaus Pagls
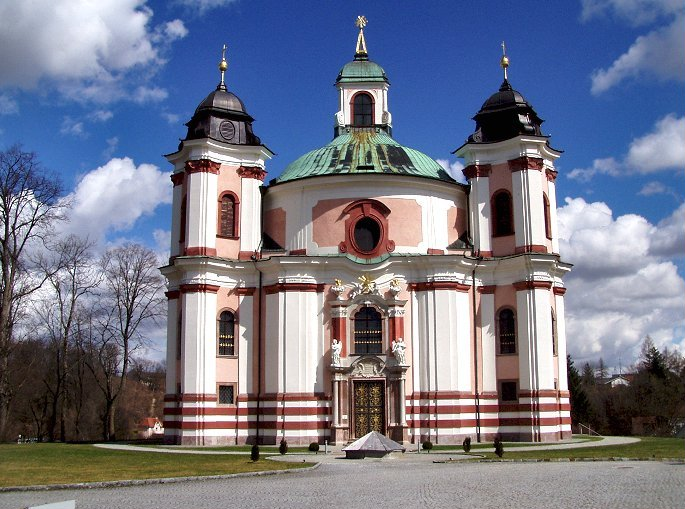
Die Dreifaltigkeitskirche in Stadl-Paura
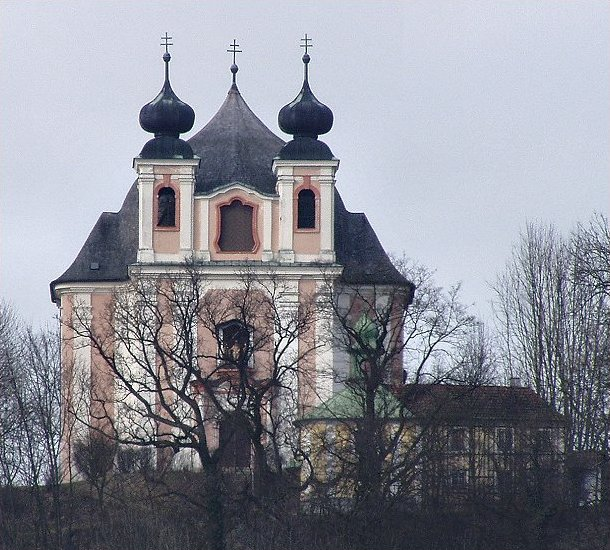
Kalvarienbergkirche in Lambach
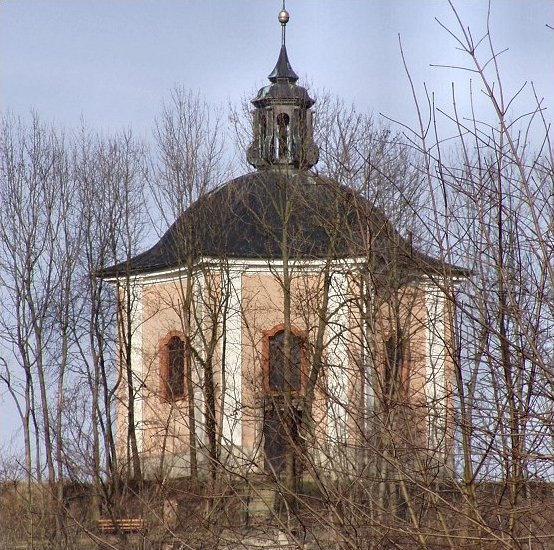
Maria-Hilf-Kapelle in Lambach